# Inondation du 7 février 2021 dans l'Uttarakhand
L'inondation torrentielle du 7 février 2021 dans l'Uttarakhand est due à l'effondrement d'un important panneau rocheux de haute altitude, entraînant le volume de glace qu'il supportait, survenue le 7 février 2021 centrée sur le district de Chamoli, dans l'Uttarakhand, en Inde. Elle a provoqué des inondations massives le long des rivières Alaknanda et Dhauliganga. Le projet électrique de Rishiganga a été endommagé et 150 ouvriers travaillant sur le projet sont portés disparus.

## Bilan

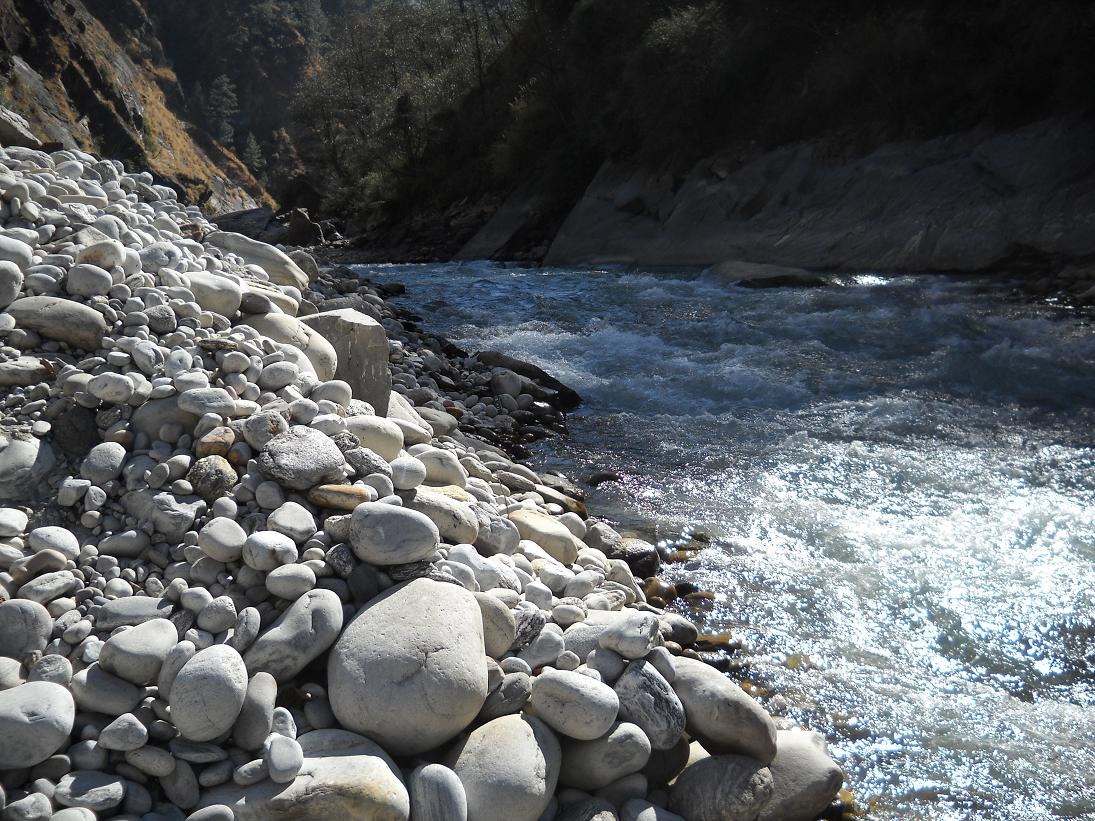
La rivière Dhauliganga en régime normal.

La catastrophe a tué au moins 36 personnes et 204 autres sont portées disparues. Le Premier ministre a annoncé une compensation de 200 000 roupies pour les familles des victimes qui ont perdu la vie.
Des dizaines de villages, sept ponts et deux barrages ont été détruits.